# Anelaphus curacaoensis
Anelaphus curacaoensis là một loài bọ cánh cứng trong họ Cerambycidae.